# Llista de fòssils humans
La següent llista de fòssils humans, que agrupa uns quants descobriments de fòssils de primats, i presentada en quadres sintètics, dona una visió de conjunt sobre l'evolució humana. Com existeixen milers de fòssils, no pretén ser un recull exhaustiu, sinó que mostra alguns dels descobriments més rellevants.
Els fòssils es classifiquen segons l'edat aproximada determinada per la datació radiomètrica i/o la datació de les restes trobades. El nom de l'espècie es basa en el consens actual, i quan no hi ha aquest consens científic, s'indiquen les altres classificacions possibles; les classificacions recriminades es poden trobar a la pàgina del fòssil. No tots els fòssils mostrats es consideren avantpassats directes d'Homo sapiens però són molt propers i ajuden a la comprensió i a l'estudi del llinatge.

## Més de 4 milions d'anys
| Imatge                                                                                 | Nom             | Edat        | Espècie                      | Data descoberta | Lloc     | Descobridor                                                                       |
| -------------------------------------------------------------------------------------- | --------------- | ----------- | ---------------------------- | --------------- | -------- | --------------------------------------------------------------------------------- |
| Eosimias sinensis (Imatge)                                                             |                 | 45 crons    | Eosimias sinensis            | 1985            | Xina     | Lin Yipu                                                                          |
| Aegyptopithecus zeuxis imatge a Skulls Unlimited Arxivat 2008-01-19 a Wayback Machine. | DPC 2803        | >31 crons   | Aegyptopithecus zeuxis       | 1941            | Egipte   | Elwyn Simons                                                                      |
| Proconsul africanus imatge a Skulls Unlimited Arxivat 2009-02-02 a Wayback Machine.    | KNM RU 7290     | 18 crons    | Proconsul africanus          | 1948            | Kenya    | Mary Leakey                                                                       |
|                                                                                        | KNM WK 16999    | 16-18 crons | Afropithecus turkanensis     | 1986            | Kenya    | Richard Leakey                                                                    |
|                                                                                        | KNM WK 16950    | 16-18 crons | Turkanapithecus kalakolensis | 1986            | Kenya    | Richard Leakey                                                                    |
|                                                                                        | IGF 11778       | 8 crons     | Oreopithecus bambolii        | 1872            | Itàlia   | Paul Gervais                                                                      |
|                                                                                        | IVPP PA644      | 8 crons     | Lufengpithecus lufengensis   | 1978            | Xina     |                                                                                   |
| Sivapithecus indicus imatge a Skulls Unlimited Arxivat 2009-02-16 a Wayback Machine.   | GSP 15000       | 8 crons     | Sivapithecus indicus         | 1979            | Pakistan | D. Pilbeam i S. M. Ibrahim Shah                                                   |
| Sahelanthropus tchadensis imatge a talkorigins.org                                     | TM 266 (Toumai) | 7 crons     | Sahelanthropus tchadensis    | 2001            | Txad     | Alain Beauvilain, Fanone Gongdibe, Mahamat Adoum i Ahounta Djimdoumalbaye         |
| BAR 1000'00                                                                            | BAR 1000'00     | 6 crons     | Orrorin tugenensis           | 2000            | Kenya    | Martin Pickford, Kiptalam Cheboi, Dominique Gommery, Pierre Mein, Brigitte Senut, |

## De 3 milions a 4 milions d'anys
| Imatge                                                                      | Nom                   | Edat            | Espècie                        | Data descoberta        | Lloc       | Descobridor         |
| --------------------------------------------------------------------------- | --------------------- | --------------- | ------------------------------ | ---------------------- | ---------- | ------------------- |
| Laetoli footprint imatge a Modern Human Origins                             | Petjades de Laetoli   | 3.7 crons       | Homínid bípede                 | 1976                   | Tanzània   | Mary Leakey         |
| LH 4 imatge a Modern Human Origins                                          | LH 4                  | 3.6 - 3.8 crons | Australopithecus afarensis     | 1974                   | Tanzània   | Mary Leakey         |
| KNM-WT 40000 imatge a Modern Human Origins                                  | KNM WT 40000          | 3.5 crons       | Kenyanthropus platyops         | 1999                   | Kenya      | Justus Erus         |
|                                                                             | Stw 573 (Little foot) | 3.3 crons       | Australopithecus ?             | 1994                   | Sud-àfrica | Ronald J. Clarke    |
| DIK-1 (Selam)                                                               | DIK-1 (Selam)         | 3.3 crons       | Australopithecus afarensis     | 2000                   | Etiòpia    | Zeresenay Alemseged |
|                                                                             | AL 200-1              | 3 - 3.2 crons   | Australopithecus afarensis     | 1975                   | Etiòpia    | Donald Johanson     |
|                                                                             | AL 129-1              | 3 - 3.2 crons   | Australopithecus afarensis     | Novembre 1973          | Etiòpia    | Donald Johanson     |
|                                                                             | K 12 (Abel)           |                 | Australopithecus bahrelghazali | 1995                   | Txad       | Michel Brunet       |
| AL 288-1 (Lucy)                                                             | AL 288-1 (Lucy)       | 3.2 crons       | Australopithecus afarensis     | 30 de novembre de 1974 | Etiòpia    | Donald Johanson     |
| AL444-2 imatge a Modern Human Origins Arxivat 2010-08-29 a Wayback Machine. | AL 444-2              | 3 crons         | Australopithecus afarensis     | 1991                   | Etiòpia    | Bill Kimbel         |

## De 2 milions a 3 milions d'anys
| Imatge                               | Nom                            | Edat            | Espècie                    | Data descoberta | Lloc       | Descobridor     |
| ------------------------------------ | ------------------------------ | --------------- | -------------------------- | --------------- | ---------- | --------------- |
| STS 5(Mrs. Ples)                     | STS 5 (Mrs. Ples)              | 2.6 - 2.8 crons | Australopithecus africanus | 1947            | Sud-àfrica | Robert Broom    |
| STS 14 imatge a Modern Human Origins | STS 14                         | 2.6-2.8 crons   | Australopithecus africanus | 1947            | Sud-àfrica | Robert Broom    |
| STS 52 imatge a Modern Human Origins | STS 52                         |                 | Australopithecus africanus |                 |            |                 |
|                                      | STS 71                         | 2.5 crons       | Australopithecus africanus | 1947            | Sud-àfrica | Robert Broom    |
| Taung 1(Nen de Taung)                | Taung 1 (Nen de Taung)         | 2.5 crons       | Australopithecus africanus | 1924            | Sud-àfrica | Raymond Dart    |
|                                      | KNM WT 17000 (The Black Skull) | 2.5 crons       | Paranthropus aethiopicus   | 1985            | Kenya      | Alan Walker     |
|                                      | TM 1517                        | 2 crons         | Paranthropus robustus      | 1938            | Sud-àfrica | Gert Terblanche |

## D'1 milió a 2 milions d'anys
| Imatge                                                                            | Nom                           | Edat            | Espècie                                                            | Data descoberta | Lloc              | Descobridor     |
| --------------------------------------------------------------------------------- | ----------------------------- | --------------- | ------------------------------------------------------------------ | --------------- | ----------------- | --------------- |
|                                                                                   | KNM ER 1813                   | 1.9 crons       | Homo habilis                                                       | 1973            | Kenya             | Kamoya Kimeu    |
|                                                                                   | KNM ER 1470                   | 1.9 crons       | Homo rudolfensis                                                   | 1972            | Kenya             | Richard Leakey  |
|                                                                                   | SK 48                         | 1.8 crons       | Paranthropus robustus                                              | 1948            | Sud-àfrica        | Robert Broom    |
|                                                                                   | OH 24 (Twiggy)                | 1.8 crons       | Homo habilis                                                       | 1968            | Tanzània          | Peter Nzube     |
| OH 8 Imatge d'una mà a Modern Human Origins Arxivat 2010-12-08 a Wayback Machine. | OH 8                          | 1.8 crons       | Homo habilis                                                       | 1960            | Tanzània          |                 |
|                                                                                   | OH 5 (Zinj o nutcracker man)  | 1.8 crons       | Paranthropus boisei                                                | 1959            | Tanzània          | Mary Leakey     |
| D 2700                                                                            | D 2700                        | 1.8 crons       | Homo georgicus                                                     | 2001            | Geòrgia           |                 |
|                                                                                   | OH 7                          | 1.75 crons      | Homo habilis                                                       | 1960            | Tanzània          | Jonathan Leakey |
|                                                                                   | KNM ER 3733                   | 1.75 crons      | Homo ergaster                                                      | 1975            | Kenya             | Bernard Ngeneo  |
|                                                                                   | KNM ER 1805                   | 1.74 crons      | Homo habilis                                                       |                 | Koobi Fora, Kenya |                 |
| STW 53 imatge a Modern Human Origins Arxivat 2010-04-12 a Wayback Machine.        | StW 53                        | 1.5 - 2 crons   | Homo habilis sensu Lato o no classificat (vegeu Grine et al. 1996) | 1976            | Sud-àfrica        | A. R. Hughes    |
| SK 847 imatge a Modern Human Origins Arxivat 2007-09-27 a Wayback Machine.        | SK 847                        | 1.5 - 2 crons   | Homo habilis sensu Lato o no classificat (vegeu Grine et al. 1996) | 1949            | Sud-àfrica        |                 |
| DNH 7 imatge a Modern Human Origins Arxivat 2010-06-17 a Wayback Machine.         | DNH 7 (Eurydice)              | 1.5 - 2 crons   | Paranthropus robustus                                              | 1994            | Sud-àfrica        | André Keyser    |
|                                                                                   | SK 46                         | 1.5-2 crons     | Paranthropus robustus                                              | 1949            | Sud-àfrica        | Robert Broom    |
|                                                                                   | OH 13                         | 1.7 crons       | Homo habilis                                                       | 1963            | Tanzània          | N. Mbuika       |
|                                                                                   | KNM ER 406                    | 1.7 crons       | Paranthropus boisei                                                | 1969            | Kenya             | Richard Leakey  |
|                                                                                   | KNM ER 732                    | 1.7 crons       | Paranthropus boisei                                                | 1970            | Kenya             | Richard Leakey  |
|                                                                                   | KNM ER 23000                  |                 |                                                                    |                 |                   |                 |
|                                                                                   | KNM WT 17400                  | 1.7 crons       | Paranthropus boisei                                                |                 | Kenya             |                 |
|                                                                                   | KNM WT 15000 (Nen de Turkana) | 1.6 crons       | Homo erectus or Homo ergaster                                      | 1984            | Kenya             | Kamoya Kimeu    |
|                                                                                   | KNM ER 3883                   | 1.4 - 1.6 crons | Homo erectus                                                       |                 | Kenya             | Richard Leakey  |
|                                                                                   | Peninj Mandible               | 1.5 crons       | Paranthropus boisei                                                | 1964            | Tanzània          | Richard Leakey  |
| Chellean OH 9 Image at Modern Human Origins Arxivat 2010-06-17 a Wayback Machine. | OH 9 (Chellean Man)           | 1.5 crons       | Homo erectus                                                       | 1960            | Tanzània          | Louis Leakey    |
|                                                                                   | KNM ER 992                    | 1.5 crons       | Homo ergaster                                                      | 1971            | Kenya             | Richard Leakey  |
|                                                                                   | KGA 10-525                    | 1.4 crons       | Paranthropus boisei                                                | 1993            | Etiòpia           | A. Amzaye       |

## De 100.000 a 1 milió d'anys
| Imatge                                                                           | Nom                                              | Edat          | Espècie                                      | Data descoberta | Lloc                 | Descobridor                         |
| -------------------------------------------------------------------------------- | ------------------------------------------------ | ------------- | -------------------------------------------- | --------------- | -------------------- | ----------------------------------- |
|                                                                                  | Sangiran 4                                       | < 1 crons     | Homo erectus                                 | 1939            | Indonèsia            | Ralph von Koenigswald               |
| Sangiran 2 image at Modern Human Origins Arxivat 2010-08-29 a Wayback Machine.   | Sangiran 2                                       | 0.7-1.6 crons | Homo erectus                                 | 1937            | Indonèsia            | Ralph von Koenigswald               |
|                                                                                  | Trinil 2 Pithecanthropus-1 o Java Man            | .7 - 1 crons  | Homo erectus                                 | 1891            | Indonèsia            | Eugene Dubois                       |
| Atapuerca, Gran Dolina TD6                                                       | Atapuerca, Gran Dolina TD6                       | 780k - 858k   | Homo antecessor o Homo erectus               | 1994            | Espanya              | Bermúdez & Arsuaga                  |
|                                                                                  | Ternifine 2-3                                    | 700k          | Homo erectus                                 | 1954            | Algèria              | C. Arsmbourg                        |
| Sangiran 17 image at Modern Human Origins Arxivat 2010-01-06 a Wayback Machine.  | Sangiran 17                                      | 700k          | Homo erectus                                 | 1969            | Indonèsia            | S. Sartono                          |
| Hexian PA830 image at Modern Human Origins Arxivat 2013-06-06 a Wayback Machine. | Hexian                                           | 400-500k      | Homo erectus                                 | 1980            | Xina                 |                                     |
| Zhoukoudian XII image at Modern Human Origins                                    | Zhoukoudian                                      | 230-460k      | Homo erectus                                 | 1930's          | Xina                 | Davidson Black                      |
| Bodo imatge a Modern Human Origins Arxivat 2010-01-06 a Wayback Machine.         | Bodo                                             | 600k          | Homo heidelbergensis o Homo erectus          | 1976            | Etiòpia              | A. Asfaw]                           |
| Mauer 1(Home de Heidelberg)                                                      | Mauer 1 (Home de Heidelberg)                     | 500k          | Homo heidelbergensis                         | 1907            | Alemanya             |                                     |
|                                                                                  | Ndutu                                            |               |                                              |                 |                      |                                     |
|                                                                                  | Sale                                             |               |                                              |                 |                      |                                     |
| Arago XXI imatge a Modern Human Origins                                          | Arago 21 (Home de Talteüll)                      | 400k          | Homo heidelbergensis o Homo erectus          | 1971            | França               | Henry de Lumley                     |
| Steinheim Skull                                                                  | Steinheim Skull                                  | 350k          | Homo heidelbergensis o Homo neanderthalensis | 1933            | Alemanya             |                                     |
| Petralona 1 imatge a Modern Human Origins Arxivat 2010-01-06 a Wayback Machine.  | Petralona 1                                      | 250 - 500k    | Homo erectus o Homo rhodesiensis             | 1960            | Grècia               |                                     |
|                                                                                  | Humà de Swanscombe                               | 250k          | Homo heidelbergensis o Homo neanderthalensis | 1935            | Anglaterra           | Alvan T. Marston                    |
|                                                                                  | Ngandong 7                                       | 250k          | Homo heidelbergensis o Homo erectus          | 1931            | Indonèsia            | C. ter Haar i Ralph von Koenigswald |
|                                                                                  | Broken Hill 1 (Kabwe Cranium o Home de Rodhèsia) | 125k - 300k   | Homo rhodesiensis o Homo heidelbergensis     | 1921            | Zàmbia               | Tom Zwiglaar                        |
| Dali imatge a Modern Human Origins Arxivat 2010-08-28 a Wayback Machine.         | Dali (fossil)                                    | 209k          | Homo heidelbergensis o Homo sapiens          | 1978            | Xina                 | Shuntang Liu                        |
|                                                                                  | LH 18                                            |               | Homo sapiens                                 | 1976            | Tanzània             | Mary Leakey                         |
| Omo 1 imatge a Modern Human Origins Arxivat 2010-08-18 a Wayback Machine.        | Omo 1                                            | 190 kya       | Homo sapiens                                 | 1967-1974       | Etiòpia              | Richard Leakey                      |
| Omo II imatge a Modern Human Origins Arxivat 2010-01-13 a Wayback Machine.       | Omo 2                                            | ?             | Homo rhodesiensis o 'Homo sapiens            | ?               | Etiòpia              | Richard Leakey                      |
| Herto skull imatges a ABC Science                                                | Herto remains                                    | 160 kya       | Homo sapiens idaltu                          | 1997 - 2003     | Middle Awash Etiòpia | Tim White                           |
|                                                                                  | Jebel Irhoud 1                                   | 160 kya       | Homo sapiens                                 | c. 1991         | Jebel Irhoud, Marroc |                                     |
|                                                                                  | Jebel Irhoud 2                                   | 160 kya       | Homo sapiens                                 | c. 1991         | Jebel Irhoud, Marroc |                                     |
| Jebel Irhoud 3 Mandible Imatge a PhysOrg.com                                     | Jebel Irhoud 3                                   | 160 kya       | Homo sapiens                                 | c. 1991         | Jebel Irhoud, Marroc |                                     |
|                                                                                  | Jebel Irhoud 4                                   | 160 kya       | Homo sapiens                                 | after 1991      | Jebel Irhoud, Marroc |                                     |
| Tabun 1 Imatge a Modern Human Origins Arxivat 2013-08-16 a Wayback Machine.      | Tabun C1                                         | 120k          | Homo neanderthalensis                        | 1967-1972       | Israel               | Jelinek                             |

## De 50.000 a 100.000 anys
| Imatge                                                                             | Nom                      | Edat          | Espècie                    | Data descoberta        | Lloc                          | Descobridor                                          |
| ---------------------------------------------------------------------------------- | ------------------------ | ------------- | -------------------------- | ---------------------- | ----------------------------- | ---------------------------------------------------- |
| Klasies Imatges a Modern Human Origins Arxivat 2010-06-10 a Wayback Machine.       | Klasies River Caves      | 125 ky -75 ky | Homo sapiens               | 1960 onwards           | Sud-àfrica                    | Ray Inskeep, Robin Singer, John Wymer, Hilary Deacon |
| Krapina C Imatges a Modern Human Origins Arxivat 2007-09-27 a Wayback Machine.     | Krapina                  | 100K          | Homo neanderthalensis      | 1899                   | Croàcia                       | Dragutin Gorjanovic-Kramberger                       |
|                                                                                    | Skhul V                  | 90-100k       | Homo sapiens               | 1933                   | Es Skhul, Mont Carmel, Israel | T. McCown i H. Moivus, Jr.                           |
| Qafzeh IX/ Imatge a Modern Human Origins Arxivat 2007-09-27 a Wayback Machine.     | Qafzeh IX                | 90-100k       | Homo sapiens / Neanderthal | 1933                   | Qafzeh, Israel                | T. McCown i H. Moivus, Jr.                           |
|                                                                                    | Skhul IX                 |               | Homo sapiens ?             |                        | Es Skhul, Mont Carmel, Israel |                                                      |
| Qafzeh VI Imatge a Modern Human Origins Arxivat 2010-07-18 a Wayback Machine.      | Qafzeh VI                | 90-100k       | Homo sapiens               | 1933                   | Natzaret, Israel              | T. McCown i H. Moivus, Jr.                           |
|                                                                                    | La Ferrassie 1           | 70k           | Homo neanderthalensis      | 17 de setembre de 1909 | França                        | R. Capitan i D. Peyrony                              |
|                                                                                    | La Quina 5               | 40-55k        | Homo neanderthalensis      |                        | França                        |                                                      |
|                                                                                    | La Quina 18              | 40-55k        | Homo neanderthalensis      |                        | França                        |                                                      |
| Mount Circeo 1 Imatge a Modern Human Origins Arxivat 2011-05-30 a Wayback Machine. | Mt. Circeo 1             | 40-60k        | Homo neanderthalensis      | 1939                   | Itàlia                        | Prof. Blanc                                          |
| Saccopastore 1 Imatge a Modern Human Origins Arxivat 2011-07-16 a Wayback Machine. | Saccopastore 1           | 60k           | Homo neanderthalensis      |                        | Itàlia                        |                                                      |
| Gibraltar 1 Imatge a Modern Human Origins Arxivat 2011-07-16 a Wayback Machine.    | Gibraltar 1              |               | Homo neanderthalensis      | 1848                   | Gibraltar                     | Tinent Flint                                         |
|                                                                                    | Shanidar 1               | 60k - 80k     | Homo neanderthalensis      | 1961                   | Iraq                          | Ralph Solecki                                        |
| Amud 1 Imatge a Modern Human Origins Arxivat 2011-04-24 a Wayback Machine.         | Amud 1                   |               | Homo neanderthalensis      |                        | Israel                        |                                                      |
| Amud 7 Imatge a Modern Human Origins Arxivat 2011-07-16 a Wayback Machine.         | Amud 7                   |               | Homo neanderthalensis      |                        | Israel                        |                                                      |
|                                                                                    | La Chapelle-aux-Saints 1 | 60k           | Homo neanderthalensis      | 3 d'agost de 1908      | França                        | A., J. Bouyssonie i L. Bardon                        |

## Menys de 50.000 anys
| Imatge                                                                             | Nom                 | Edat                   | Espècie                                             | Data descoberta | Lloc                                      | Descobridor                         |
| ---------------------------------------------------------------------------------- | ------------------- | ---------------------- | --------------------------------------------------- | --------------- | ----------------------------------------- | ----------------------------------- |
|                                                                                    | Le Moustier         | 45k                    | Homo neanderthalensis                               | 1909            | França                                    |                                     |
| Neanderthal 1 imatges a Modern Human Origins Arxivat 2010-06-20 a Wayback Machine. | Neanderthal 1       | 40k                    | Homo neanderthalensis                               | 1856            | Alemanya                                  | Johann Carl Fuhlrott                |
| Qafzeh VI imatges a Modern Human Origins Arxivat 2010-07-18 a Wayback Machine.     | Jebel Qafzeh 6      | 92k - 115k o 30k - 55k | Homo sapiens                                        | 1930's          | Israel                                    | R. Neuville, M. Stekelis            |
|                                                                                    | NG 6                | 27 - 53k               | Homo erectus                                        | 1931            | Indonèsia                                 | C. ter Haar i Ralph von Koenigswald |
| Hofmeyr Skull                                                                      | Hofmeyr Skull       | 36k                    | Homo sapiens                                        | 1952            | Sud-àfrica                                |                                     |
|                                                                                    | Yamashita-Cho Man   | 32k                    | Homo sapiens                                        | 1962/1968       | Naha, Okinawa, Japó                       |                                     |
|                                                                                    | Cro-Magnon 1        | 30k                    | Homo sapiens                                        | 1868            | França                                    | Louis Lartet                        |
|                                                                                    | Combe Capelle       | 30k - 35k              | Homo sapiens                                        | 1909            | França                                    | O. Hauser                           |
| Predmosti 3 imatges a Modern Human Origins Arxivat 2013-06-06 a Wayback Machine.   | Predmost 3          | 26k                    | Homo sapiens                                        | 1894            | Txèquia                                   | K. J. Maska]                        |
|                                                                                    | LB 1 (Hobbit)       | 18k                    | Homo floresiensis o Homo sapiens o Homo erectus o ? | 2003            | Indonèsia                                 |                                     |
| Minatogawa 1 imatges a Modern Human Origins Arxivat 2013-08-16 a Wayback Machine.  | Minatogawa 1        | 16k - 18k              | Homo sapiens                                        | 1970            | Japó                                      |                                     |
|                                                                                    | Tandou              | 15k                    | Homo sapiens                                        | 1967            | Austràlia                                 | Duncan Merrilees                    |
|                                                                                    | Wadi Kubbaniya      | 8k - 20k               | Homo sapiens                                        | 1982            | Egipte                                    | Fred Wendorf                        |
| Kow Swamp 1 imatges a Modern Human Origins Arxivat 2010-06-17 a Wayback Machine.   | Kow Swamp 1         | 9k - 13k               | Homo sapiens                                        | 1968            | Austràlia                                 | A.G. Thorne                         |
|                                                                                    | Afalou 13           | 8k - 12k               | Homo sapiens                                        | 1920's          | Algèria                                   | C. Arambourg                        |
|                                                                                    | Wadi Halfa 25       | 6k - 12k               | Homo sapiens                                        | 1963            | Sudan                                     | G. Armelagos, E. Ewing, D. Greene   |
|                                                                                    | Wadjak 1            | 10k - 12k              | Homo sapiens                                        | 1888            | Indonèsia                                 | Eugene Dubois                       |
|                                                                                    | Tepexpan            | 11k                    | Homo sapiens                                        | 1947            | Mèxic                                     | H. de Terra                         |
|                                                                                    | Cerro Sota 2        | 11k                    | Homo sapiens                                        | 1936            | Xile                                      | Junius Bird                         |
|                                                                                    | SDM 16704           | 4.9k - 11.8k           | Homo sapiens                                        | 1929            | EUA                                       | M.J. Rogers                         |
|                                                                                    | Lo 4b               | 6k - 9k                | Homo sapiens                                        | 1965-1975       | H. Robbins, B.M. Lynch                    |                                     |
|                                                                                    | Kerma 27            | 3.5k                   | Homo sapiens                                        | 1913-1916       | Sudan                                     | G.A. Reisner                        |
|                                                                                    | Ötzi, l'Home de gel | 3.3k                   | Homo sapiens                                        | 1991            | Alps de l'Ötztal (entre Àustria i Itàlia) | Helmut i Erika Simon                |
|                                                                                    | Five Knolls 18      | 1.5k - 3.5k            | Homo sapiens                                        | 1925-1929       | Anglaterra                                |                                     |
|                                                                                    | Humboldt Sink       | <1500 anys             | Homo sapiens                                        |                 | EUA                                       |                                     |
|                                                                                    | SCDG K102           | 300 - 400 anys         | Homo sapiens                                        | 1982            | EUA                                       | C.S. Larsen                         |

## Abreviacions usades en el catàleg de fòssils
- AL - Afar Locality, Etiòpia
- ARA-VP - Aramis Vertebrate Paleontology, Etiòpia
- BOU-VP - Bouri Vertebrate Paleontology, Etiòpia
- ER - East (Llac) Rudolf, Kenya
- KGA - Konso-Gardula, Etiòpia
- KNM - Kenya National Museum
- KP - Kanapoi, Kenya
- OH - Olduvai Hominid, Tanzània
- SK - Swartkrans, Sud-àfrica
- Sts,Stw - Sterkfontein, Sud-àfrica
- TM - Transvaal Museum, Sud-àfrica
- TM - Toros-Menalla, Txad
- WT - West (Llac) Turkana, Kenya